# Философски преглед
„Философски преглед“ е българско списание, основано през 1929 г. Излиза в 71 книжки до 1943 г. Редактира се от Димитър Михалчев.
Списанието има разнообразна тематика и съдържание. В него пишат над 150 автори като Александър Балабанов, Петър Бицилли, Мара Белчева, Боян Болгар, Тодор Влайков, Орлин Василев, Любомир Владикин, Венелин Ганев, Константин Гълъбов, Атанас Далчев, Любен Диков, Иван Кинкел, Димо Казасов, Ефрем Каранфилов, Иван Леков Никола Мавродинов, Стефан Младенов, Фани Попова-Мутафова, Петър Мутафчиев, Константин Петканов, Емануил Попдимитров, Иван Орманджиев, Петко Росен, Никола Сакаров, Александър Теодоров-Балан, Георги Томалевски, Цеко Торбов, Иван Хаджийски, Младен Николов, Буко Исаев и други.